# آر. دوغلاس ستيوارت
آر. دوغلاس ستيوارت (بالإنجليزية: R. Douglas Stuart)‏ هو دبلوماسي أمريكي، ولد في 1886، وتوفي في 1975.